# La Guiche
La Guiche és un municipi francès, situat al departament de Saona i Loira i a la regió de Borgonya - Franc Comtat. L'any 2007 tenia 630 habitants.

## Demografia

### Població
El 2007 la població de fet de La Guiche era de 630 persones. Hi havia 228 famílies, de les quals 84 eren unipersonals (24 homes vivint sols i 60 dones vivint soles), 80 parelles sense fills, 60 parelles amb fills i 4 famílies monoparentals amb fills.
La població ha evolucionat segons el següent gràfic:
Habitants censats

### Habitatges
El 2007 hi havia 321 habitatges, 229 eren l'habitatge principal de la família, 57 eren segones residències i 34 estaven desocupats. 278 eren cases i 42 eren apartaments. Dels 229 habitatges principals, 164 estaven ocupats pels seus propietaris, 61 estaven llogats i ocupats pels llogaters i 4 estaven cedits a títol gratuït; 3 tenien una cambra, 7 en tenien dues, 54 en tenien tres, 61 en tenien quatre i 104 en tenien cinc o més. 168 habitatges disposaven pel capbaix d'una plaça de pàrquing. A 97 habitatges hi havia un automòbil i a 99 n'hi havia dos o més.

### Piràmide de població
La piràmide de població per edats i sexe el 2009 era:
| Homes | Edats   | Dones |
| ----- | ------- | ----- |
| 0     | 95 o +  | 20    |
| 12    | 90 a 94 | 48    |
| 16    | 85 a 89 | 12    |
| 4     | 80 a 84 | 8     |
| 16    | 75 a 79 | 24    |
| 20    | 70 a 74 | 24    |
| 28    | 65 a 69 | 28    |
| 16    | 60 a 64 | 4     |
| 16    | 55 a 59 | 8     |
| 24    | 50 a 54 | 20    |
| 16    | 45 a 49 | 20    |
| 20    | 40 a 44 | 16    |
| 20    | 35 a 39 | 8     |
| 4     | 30 a 34 | 20    |
| 12    | 25 a 29 | 16    |
| 8     | 20 a 24 | 8     |
| 24    | 15 a 19 | 24    |
| 16    | 10 a 14 | 12    |
| 12    | 5 a 9   | 16    |
| 4     | 0 a 4   | 0     |

## Economia
El 2007 la població en edat de treballar era de 273 persones, 192 eren actives i 81 eren inactives. De les 192 persones actives 185 estaven ocupades (104 homes i 81 dones) i 7 estaven aturades (2 homes i 5 dones). De les 81 persones inactives 38 estaven jubilades, 16 estaven estudiant i 27 estaven classificades com a «altres inactius».

### Ingressos
El 2009 a La Guiche hi havia 237 unitats fiscals que integraven 500 persones, la mediana anual d'ingressos fiscals per persona era de 15.325 €.

### Activitats econòmiques
Dels 36 establiments que hi havia el 2007, 1 era d'una empresa extractiva, 1 d'una empresa alimentària, 1 d'una empresa de fabricació de material elèctric, 2 d'empreses de fabricació d'altres productes industrials, 10 d'empreses de construcció, 7 d'empreses de comerç i reparació d'automòbils, 1 d'una empresa de transport, 5 d'empreses d'hostatgeria i restauració, 2 d'empreses financeres, 1 d'una empresa de serveis, 2 d'entitats de l'administració pública i 3 d'empreses classificades com a «altres activitats de serveis».
Dels 17 establiments de servei als particulars que hi havia el 2009, 1 era una oficina de correu, 2 oficines bancàries, 3 tallers de reparació d'automòbils i de material agrícola, 2 paletes, 2 guixaires pintors, 3 fusteries, 1 lampisteria, 1 empresa de construcció, 1 perruqueria i 1 saló de bellesa.
Dels 2 establiments comercials que hi havia el 2009, 1 era una botiga de menys de 120 m² i 1 una peixateria.
L'any 2000 a La Guiche hi havia 25 explotacions agrícoles que ocupaven un total de 2.034 hectàrees.

## Equipaments sanitaris i escolars
El 2009 hi havia 1 hospital de tractaments de mitja durada (seguiment i rehabilitació), 1 farmàcia i 1 ambulància.
El 2009 hi havia una escola elemental.

## Poblacions més properes
El següent diagrama mostra les poblacions més properes.